# Public Morals
Public Morals ist eine US-amerikanische Krimiserie von Edward Burns. Sie besteht aus einer Staffel und zehn Episoden und wurde vom 25. August bis zum 20. Oktober 2015 beim US-Kabelsender TNT ausgestrahlt. Die deutschsprachige Erstausstrahlung lief vom 14. bis zum 18. Dezember 2015 in Doppelfolgen bei TNT Serie.

## Handlung
Das düstere Cop-Drama spielt im Jahr 1967 und dreht sich um eine Gruppe Polizisten der New Yorker Sittenpolizei. Ständig wandeln sie auf dem schmalen Grat zwischen moralischem und kriminellen Verhalten.

## Produktion
Schon während der Dreharbeiten von Der Soldat James Ryan begann Edward Burns mit der Arbeit an einem Drehbuch für einen Film über Irisch-amerikanische Polizisten in New York. Die Recherche dazu bildete das Fundament für die Serie und im Mai 2015 bestellte TNT zehn Episoden für eine erste Staffel.

## Episodenliste
| Nr. | Deutscher Titel               | Originaltitel               | Erstausstrahlung USA | Deutschsprachige Erstausstrahlung (D) |
| --- | ----------------------------- | --------------------------- | -------------------- | ------------------------------------- |
| 1   | Ein schmaler Grat             | A Fine Line                 | 25. Aug. 2015        | 14. Dez. 2015                         |
| 2   | Familienangelegenheiten       | Family Is Family            | 1. Sep. 2015         | 14. Dez. 2015                         |
| 3   | Der Nachfolger                | O’Bannon’s Wake             | 8. Sep. 2015         | 15. Dez. 2015                         |
| 4   | Tag der Abrechnung            | Ladies Night                | 15. Sep. 2015        | 15. Dez. 2015                         |
| 5   | Ein Zeichen der Wertschätzung | A Token of Our Appreciation | 22. Sep. 2015        | 16. Dez. 2015                         |
| 6   | Gnadenlose Jagd               | A Good Shooting             | 29. Sep. 2015        | 16. Dez. 2015                         |
| 7   | Zahltag                       | Collection Day              | 6. Okt. 2015         | 17. Dez. 2015                         |
| 8   | Die beste Stadt der Welt      | No Crazies on the Street    | 13. Okt. 2015        | 17. Dez. 2015                         |
| 9   | Am Scheideweg                 | Starts with a Snowflake     | 20. Okt. 2015        | 18. Dez. 2015                         |
| 10  | Zu guter Letzt                | A Thought and a Soul        | 20. Okt. 2015        | 18. Dez. 2015                         |

## Kritik
Die Serie erhielt überwiegend gute Kritiken. Auf Rotten Tomatoes hat sie ein Rating von 81 %, basierend auf 27 Kritiken mit einem Durchschnitt von 7,1/10. Auf Metacritic kommt Public Morals auf einen Metascore von 69/100, basierend auf 22 Kritiken.